# Themistios
Themistios (Oudgrieks: Θεμίστιος) (Paphlagonië 317 – Constantinopel 390 na Chr.) was een Romeins staatsman, redenaar en filosoof. Hij leefde ten tijde van Constantius II, Julian, Jovianus, Valens, Gratianus en Theodosius I en hij genoot de gunst van al die keizers, ondanks hun vele verschillen en het feit dat hij zelf geen christen was. Hij werd in 355 toegelaten tot de senaat van Constantius en werd in 384 onder Theodosius prefect van Constantinopel. Van zijn vele werken, zijn drieëndertig redevoeringen ook nu nog bekend, evenals diverse commentaren en epitomes op de werken van Aristoteles.